# Kroktjärnen (Bodsjö socken, Jämtland)
Kroktjärnen är en sjö i Bräcke kommun i Jämtland och ingår i Ljungans huvudavrinningsområde. Sjön har en area på 0,0912 kvadratkilometer och ligger 402,6 meter över havet. Sjön avvattnas av vattendraget Rossmyrbäcken.

## Delavrinningsområde
Kroktjärnen ingår i det delavrinningsområde (696054-145179) som SMHI kallar för Mynnar i Stor-Noren. Medelhöjden är 404 meter över havet och ytan är 12,57 kvadratkilometer. Det finns inga avrinningsområden uppströms utan avrinningsområdet är högsta punkten. Rossmyrbäcken som avvattnar avrinningsområdet har biflödesordning 5, vilket innebär att vattnet flödar genom totalt 5 vattendrag innan det når havet efter 246 kilometer. Avrinningsområdet består mestadels av skog (83 procent). Avrinningsområdet har 0,42 kvadratkilometer vattenytor vilket ger det en sjöprocent på 3,3 procent.